# باول كار
باول كار (بالإنجليزية: Paul Carr)‏ هو لاعب دوري الرغبي أسترالي، ولد في 13 مايو 1967.